# Pribisław
Pribisław (serb.: Прибислав, Pribislav) – książę serbski panujący od około 891 do 892 roku. Syn Muncimira.
Pribisław przyszedł na świat jako najstarszy syn Muncimira z serbskiej dynastii Wyszesławiców. Około 891 roku po śmierci ojca przejął władzę w państwie. Po roku utracił ją na rzecz swego kuzyna Piotra Gojnikovicia.